# Cheiloneurus inimicus
Cheiloneurus inimicus is een vliesvleugelig insect uit de familie Encyrtidae. De wetenschappelijke naam is voor het eerst geldig gepubliceerd in 1925 door Compere.